# Aedes niveoscutum
Aedes niveoscutum är en tvåvingeart som beskrevs av Thomas J. Zavortink 1972. Aedes niveoscutum ingår i släktet Aedes och familjen stickmyggor. Inga underarter finns listade i Catalogue of Life.